# 미국 배구 국가대표팀
미국 배구 국가대표팀(영어: United States national volleyball team)은 미국을 대표하여 국가대항전에 참가하는 배구 국가대표팀으로 미국 배구 협회에 의해 운영된다. 올림픽에서 금메달 3개를 포함하여 총 5개를 메달을 획득했다.

## 역사
미국 배구 대표팀은 1955년 멕시코시티에서 열린 팬아메리칸 게임 배구 종목에 출전하여 우승을 차지하면서 공식 국제 대회에 처음으로 모습을 보였다. 1956년에는 처음으로 세계 선수권 대회에 참가하여 6위에 올랐다. 1964년에는 도쿄에서 열린 올림픽에 출전했으며, 9위를 기록했다. 이 대회는 배구가 공식 종목으로 채택된 첫 올림픽 대회이며, 당시 미국 대표팀 감독은 해리 윌슨이 맡았다.
1968년 하계 올림픽에서는 짐 콜먼이 대표팀을 지휘했고, 강력한 우승 후보이자 디펜딩 챔피언인 소련 대표팀을 상대로 3-2로 승리하는 이변을 낳았다. 그러나 이 대회에서도 소련이 우승을 차지했고, 미국은 브라질, 멕시코, 벨기에를 제치고 7위로 대회를 마무리했다. 
1968년 올림픽 이후로 미국은 3번 연속으로 올림픽 출전에 실패했고, 1970년대에는 다른 국제 대회에서도 낮은 순위를 기록했다. 1975년에는 사상 최초로 팬아메리칸 게임 금메달을 놓쳤고, 1977년과 1979년에는 북중앙아메리카 선수권 대회에서도 5위에 머물렀다. 그러나 그 이후에는 10년 동안 세계 배구 강호로 떠오르며, 자국 로스앤젤레스에서 열린 1984년 하계 올림픽에서는 조별 리그에서 브라질에게 승리를 내줬지만 결승에서 3세트 모두 승리하면서 사상 첫 금메달을 획득했다. 당시 미국 대표팀 감독은 1977년부터 대표팀에 합류한 더그 빌이다.
1985년부터 1988년까지 머브 던피가 미국 대표팀의 감독으로 활동했으며, 그가 감독으로 있던 시기는 미국 대표팀은 세계 정점에 올라섰다. 1985년 모스크바에서 열린 소련과의 친선 경기에서는 패배했지만 같은 해에 열린 배구 월드컵에서 소련을 상대로 2-1로 승리하였다. 미국은 이 승리를 포함하여 전 경기에서 승리하며 전승 우승을 차지했다. 이후 서울에서 열린 1988년 하계 올림픽에서도 결승전에서 소련을 꺾고 금메달을 획득했다.
바르셀로나에서 열린 1992년 하계 올림픽에서는 프레드 스트럼이 대표팀을 이끌었고, 미국 대표팀은 동메달을 획득했다. 이후 1994년 세계 선수권 대회에서도 3위를 차지했다. 

## 국제 대회 기록

### 올림픽
- 1964 — 9위
- 1968 — 7위
- 1972 — 예선 탈락
- 1976 — 예선 탈락
- 1980 — 보이콧으로 인한 불참
- 1984 —  금메달
- 1988 —  금메달
- 1992 —  동메달
- 1996 — 9위
- 2000 — 11위
- 2004 — 4위
- 2008 —  은메달
- 2012 — 은메달
- 2016 —  동메달
- 2020 — 금메달

## 같이 보기
- 미국 여자 배구 국가대표팀